# Diecezja Wajoc Dzor
Diecezja Wajoc Dzor – diecezja Apostolskiego Kościoła Ormiańskiego z siedzibą w Jeghegnadzor w Armenii.
Biskupem diecezji jest Abraham Mkrticzjan (2022).